# نيد مكدونالد
نيد مكدونالد (بالإنجليزية: Ned McDonald)‏ هو مدير فني أمريكي، ولد في 2 يناير 1910 في كالدويل في الولايات المتحدة، وتوفي في 8 فبراير 1977 في Keene, Virginia ‏ في الولايات المتحدة.